# كريستيان بودري
كريستيان بودري (بالفرنسية: Christian Baudry)‏ هو لاعب كرة قدم فرنسي في مركز الدفاع، ولد في 16 ديسمبر 1955 في سومور في فرنسا. لعب مع نادي أنجيه ونادي سانت دي ونادي نيور.